# Doce mujeres
 Doce mujeres  es una película de Argentina en blanco y negro dirigida por Luis José Moglia Barth según guion de Lola Pita Martínez que se estrenó el 8 de marzo de 1939 y que tuvo como protagonistas a Olinda Bozán, Paquito Busto y Delia Garcés.

## Sinopsis
Dos maestras, una buena y otra mala, en un internado de señoritas y el romance entre un joven de clase alta y una adolescente.

## Reparto
- Olinda Bozán
- Paquito Busto
- Delia Garcés
- Nuri Montsé
- Roberto Escalada
- Aída Alberti
- Cecile Lezard
- Mecha López
- César Fiaschi
- Alberto Bello
- Fanny Navarro
- Tilde Pieroni
- Noemí Escalada
- Dora Pastor

## Comentarios
En Crítica opinó Ulyses Petit de Murat sobre el filme: “Excelente ritmo… el diálogo es pobre y a veces totalmente cursi: la parte emocional que el asunto daba de sí no fue explotada” en tanto para el crítico Calki se trataba de #un nuevo acierto del cine nacional”.